# 닌자 어썰트
《닌자 어썰트》(ニンジャアサルト/Ninja Assault)는 남코(현 반다이남코게임즈)에서 업무용 및 가정용으로 발매한 건 슈팅 게임이다. 대한민국에서도 소니컴퓨터엔터테인먼트코리아(SCEK)를 통해 2002년 11월 28일 정식으로 발매되었다.

## 스토리
여러 세력들이 주도권을 잡기 위해 적대적인 전쟁을 벌이고 자고 나면 세력의 주인이 바뀌는 핏빛 역사의 한가운데를 차지하고 있는 전국시대. 키가이 장군은 세력의 주도권을 잡기 위해 지옥의 변방에서 삶과 죽음 사이에 갇힌 인간들을 악마의 전사로 만든다. 이들 악마의 전사들을 이용해 키가이 장군은 영토를 확장하기 위한 학살과 폭정을 일삼게 된다. 평화로운 텐신국도 악마들의 부대에 의해 점령당하고 텐신국의 왕족들도 멸족되는 비운을 맞이하게 된다. 그들 왕족들 중 코토 공주는 그녀의 신비한 능력 덕분에 목숨을 부지할 수 있었지만 키가이의 볼모로 사로잡혀버린다. 악의 재물이 될 위기에 처한 가련한 선의 상징 코토 공주. 하지만 세상은 선의 상징이 허무하게 사라지는 것을 용납치 못하듯, 공주를 구하기 위해 규렌과 군조라는 텐신국의 두 젊은 집사닌자가 키가이의 본거지에 잠입한다. 그들이 공주를 위해 빼어 든 무기는 정의의 수호라는 명분과 어둠의 쿠로닌자와 쿠로사무라이들을 일망타진하기 위한 금지된 무기뿐이다.

## 등장인물

### 메인 캐릭터
규렌(紅蓮)
코토 공주가 어릴 때부터 시중들고 있는 닌자. 현재 20세. 전통적인 무가의 집에서 태어나 시종으로서 코토 공주를 지키기 위해 태어나 얼마 되지 않은 무렵부터 닌자 기술을 훈련해 왔다. 냉정 침착하고 조용한 타입이지만, 공주의 일만은 예외인 것 같다. 1P가 조작.
군조(群青)
규렌과 함께 코토 공주의 집사로서 시중들고 있는 닌자. 현재 26세. 농가의 집에서 태어났지만 어릴 시절 규렌의 아버지에게 닌자 기술의 재능을 인정받아 규렌과 함께 닌자 기술을 훈련해 왔다. 규렌과는 신분이 다르지만 당사자들은 완전히 신경쓰지 않고 오히려 진짜 형제같다. 2P가 조작.
아오이(葵)
PS2판에서만 등장. 쇼군 키가이의 군단에 아버지를 잃은 소녀. 아버지의 유품인 안대를 왼쪽 눈에 착용한 쿠노이치가 되어 복수를 맹세한다. 위세가 자주 행동적이고 상황판단 능력이 높다. 지금까지 규렌, 군조와의 안면은 일체 없다.

### 텐신국
코토 공주(琴姫)
텐신국 천황의 외동딸. 현재 15세. 어릴 시절부터 영감이 강하고, 예지몽 등에서 재해 등을 알아 맞추어 주위의 사람들을 놀래켰다. 이번에 일어난 쇼군 키가이에 의한 재앙도 사실은 8년 전에 예지하고 있었다.

### 마계
쇼군 키가이(鬼骸将軍)
모든 것이 수수께끼에 싸인 마계의 지배자. 스스로는 사계천(死界天)에 있어 직접 모습을 보이지 않고, 「영인」을 통해서 지령을 전군에게 전한다. 외관이야말로 장신 수구의 노장군이지만 정체는 인간이 아니고 요괴. 코토 공주의 이상한 힘에 끌려 그 힘을 바라고 있는 것 같다.
카게닌(影忍)
쇼군 키가이의 오른팔이라고 할 수 있는 심복이며 전선의 지휘관인 동시에 친위대 지휘관. 어둠을 수족처럼 조종하는 능력을 가지며 승려의 지팡이 외에도 마파총과 다른 암흑의 총을 사용한다. 또한 냉혹, 잔인한 성격으로 자신의 병사들로부터도 두려워하고 있다.
呪弁慶
체장 7미터의 거인. 원래는 마계의 문지기였지만 쇼군 키가이의 명에 의해 키가이성의 중요한 관문인 암강산을 지키고 있다. 혼자 힘으로 3개의 나라를 멸망시킨 소유자이지만 텐신국을 멸했을 때 갑옷의 흉부분이 파손되었다.
린도마루(竜胆丸)
마계 제일의 검호. 용족 어머니와 인간족 아버지 사이에서 태어났다. 자신의 몸에 용의 피가 들어가 있는 것을 자랑에 생각하는 한편 자신을 아름답다고 생각하는 나르시스트. 자신 이외의 사람을 업신여기고 있기 때문에 다른 사람과 이야기하는 것을 완고하게 거절해 왔다. 결과적으로는 상당한 철부지이며 어머니인 竜太后가 말하는 것은 모두 통째로 삼킴으로 믿고 있다.
쿠로닌자
쇼군 키가이 수하의 어둠의 닌자들. 다양한 타입으로 플레이어를 괴롭힌다.
쿠로사무라이
쇼군 키가이 수하의 어둠의 사무라이들. 다양한 타입으로 플레이어를 괴롭힌다.